# Манолакис Касторианос
Емануил (Мануил, Манолакис) Филипу, известен като Касторианос (на гръцки: Εμμανουήλ (Μανωλάκης, Υψηλάντης) Φιλίππου Καστοριανός), е гръцки общественик от XVII век, деец на Гръцкото възраждане.

## Биография
Манолакис Касторианос е роден в македонския град Костур в 1620 година. Работи като търговец на кожа, от което се замогва. Става главен кожухар на султан Мехмед IV.
Касторианос е един от първите търговци, които се занимават с финансиране на училища и подпомагане на културата. Манолакис подпомага съществуващи гръцки училища, както и отварянето на много нови училища, развивайки за пръв път толкова широкомащабна дейност в помощ на културата. Основава и подпомага финансово училища в Хиос в 1661 година, в Арта в 1669 година, в Патмос и в Етолико. Основава и училището в родния си Костур, но основно подпомага училищата на Патмос и в Цариград. Касторианос на два пъти подпомага Великата народна школа. В 1663 година той финансира заплатите на учителите в училището.
Умира в Куручешме.